# Miraflores (Incahuasi)
Miraflores ist eine Ortschaft im Departamento Chuquisaca im südamerikanischen Anden-Staat Bolivien.

## Lage im Nahraum
Miraflores ist viertgrößter Ort des Municipio Incahuasi in der Provinz Nor Cinti und liegt auf einer Höhe von 3021 m in unmittelbarer Nähe des Beckens von Culpina, einem abflusslosen Becken mit dem Salzsee Salar de Culpina im südwestlichen Teil. Miraflores liegt am rechten, nördlichen Ufer des Río Jolencia, der sechs Kilometer westlich flussabwärts in den Río Incahuasi mündet, der sich hier drei Kilometer südlich von Villa Charcas durch den Zusammenfluss von Río Villa Charcas und Río Terrado bildet.

## Geographie
Miraflores liegt in der Bergregion der Cordillera de Tajsara o Tarachaca im semi-ariden Übergangsgebiet zwischen den semi-humiden Bergwäldern der östlichen Gebirgsketten Boliviens und dem ariden Altiplano.
Die jährlichen Niederschläge schwanken zwischen 350 und 550 mm und treten vor allem in den Monaten von November bis März auf; die Wintermonate Mai bis August sind weitgehend niederschlagsfrei (siehe Klimadiagramm Culpina). Die Monatsdurchschnittstemperaturen liegen in dem Becken zwischen knapp 20 °C im Dezember und 5 bis 8 °C im Juni/Juli.

## Verkehrslage
Miraflores liegt in einer Entfernung von 439 Straßenkilometern südlich von Sucre, der Hauptstadt des Departamentos.
Von Sucre aus führt die asphaltierte Nationalstraße Ruta 5 in südwestlicher Richtung nach Potosí, der Hauptstadt des im Westen angrenzenden Departamentos. Von hier aus führt die Ruta 1 nach Süden und erreicht nach 185 Kilometern die Stadt Camargo. Noch einmal 19 Kilometer südlich von Camargo zweigt eine unbefestigte Landstraße in östlicher Richtung ab, überquert den Río Camblaya und überwindet auf den folgenden 47 Kilometern bis Culpina einen Höhenunterschied von 600 m. Östlich von Culpina zweigt dann eine Straße nach Nordosten ab und erreicht nach weiteren 21 Kilometern über Incahuasi die Ortschaft Miraflores.

## Bevölkerung
Die Einwohnerzahl der Ortschaft ist allein im vergangenen Jahrzehnt um ein Drittel angestiegen:
| Jahr | Einwohner         | Quelle       |
| ---- | ----------------- | ------------ |
| 1992 | keine Detaildaten | Volkszählung |
| 2001 | 523               | Volkszählung |
| 2012 | 686               | Volkszählung |
| 2024 |                   | Volkszählung |